# Zoran Mustur
Zoran Mustur (* 12. Juli 1953 in Herceg Novi) ist ein ehemaliger jugoslawischer Wasserballspieler. Er gewann mit der jugoslawischen Nationalmannschaft eine olympische Silbermedaille und war je einmal Weltmeisterschaftsdritter und Europameisterschaftszweiter.

## Karriere
Zoran Mustur spielte zunächst in Đenovići und in Herceg Novi. Dann wechselte er zu VK Primorje Rijeka.
Musturs erstes internationales Turnier war die Europameisterschaft 1977 in Jönköping, als die jugoslawische Mannschaft Zweite hinter den Ungarn wurde. 1978 bei der Weltmeisterschaft in West-Berlin wurden die Jugoslawen Dritter hinter den Italienern und den Ungarn, aber vor der sowjetischen Mannschaft. 1979 gewannen die Jugoslawen den Titel bei den Mittelmeerspielen in Split. 1980 bei den Olympischen Spielen in Moskau siegte die sowjetische Mannschaft vor den Jugoslawen und den Ungarn.  Mustur warf insgesamt zwei Tore, davon eines im Spiel gegen die sowjetische Mannschaft.
Mustur war später als Trainer in Italien tätig.